# Swindon, Staffordshire
Swindon är en civil parish i Storbritannien.   Den ligger i grevskapet Staffordshire och riksdelen England, i den södra delen av landet, 180 km nordväst om huvudstaden London. Antalet invånare är 1 281. Arean är 8,0 kvadratkilometer.
Terrängen i Swindon är platt.